# Interceptor (film, 2022)
Pour les articles homonymes, voir Interceptor.
Pour plus de détails, voir Fiche technique et Distribution.
Interceptor est un film australo-américain co-écrit et réalisé par Matthew Reilly, sorti en 2022 sur Netflix.
Il s'agit du premier long métrage de l'écrivain australien.

## Synopsis
J. J. Collins est une capitaine de l'armée américaine. Elle est aujourd'hui affectée à un poste peu glorieux, après avoir révélé les agressions sexuelles d’un général. J. J. se retrouve alors dans une base antimissile isolée. Elle va cependant devoir gérer une grave situation de crise quand des terroristes menacent les États-Unis avec des armes nucléaires.

## Fiche technique
Sauf indication contraire, les informations mentionnées dans cette section peuvent être confirmées par la base de données cinématographiques IMDb,  présente dans la section « Liens externes ».
- Titre original : Interceptor
- Réalisation : Matthew Reilly
- Scénario : Stuart Beattie et Matthew Reilly, d'après une histoire de Matthew Reilly
- Musique : Michael Lira
- Direction artistique : Brian Edmonds
- Décors : George Liddle
- Costumes : Liz Keogh
- Photographie : Ross Emery
- Montage : Rowan Maher
- Production : Stuart Beattie, Michael Boughen et Matthew Street
- Production associée : Kylie Mascord
- Production déléguée : Peter D. Graves, Chris Hemsworth, Christopher Mapp, Kathy Morgan et Robert Slaviero
- Sociétés de production : Ambience Entertainment et Foryor Entertainment
- Société de distribution : Netflix
- Pays de production :  Australie /  États-Unis
- Langue originale : anglais
- Format : couleur
- Genre : action
- Durée : 92 minutes
- Dates de sortie[1] :
  - Australie : 26 mai 2022[2]
  - Monde : 3 juin 2022 (Netflix)

## Distribution
- Elsa Pataky (VF : Dorothée Pousséo) : le capitaine J. J. Collins
- Luke Bracey (VF : Damien Ferrette) : Alexander Kessel
- Aaron Glenane (VF : Laurent Morteau) : Beaver
- Mayen Mehta (VF : Alexandre Gillet) : le caporal Rahul Shah
- Rhys Muldoon (VF : Guillaume Orsat) : le colonel Marshall
- Belinda Jombwe
- Marcus Johnson (VF : Charles Uguen) : le général Dyson
- Colin Friels
- Zoe Carides (VF : Catherine Davenier) : la présidente Wallace
- Chris Hemsworth (VF : Adrien Antoine) : le vendeur de télé (caméo)

## Production
En 2017, l'écrivain Matthew Reilly commence l'écriture du scénario de Interceptor. Il choisit une intrigue se déroulant principalement à un seul endroit, car il souhaite que le budget ne dépasse pas 15 millions de dollars. Il envoie ensuite une copie au scénariste Stuart Beattie. Après avoir lu quelques pages, ce dernier est emballé et lui demande s'il peut procéder à certaines réécritures, ce que Matthew Reilly accepte,.
Stuart Beattie présente le script à des producteurs, en précisant que Matthew Reilly souhaite également réaliser le film. Le projet sera finalement développé avec Netflix. En mars 2021, on apprend qu'Elsa Pataky est choisie pour le rôle principal, ainsi qu'en mai 2021, Luke Bracey. Pour se préparer, l'actrice espagnole s'entraine près de quatre heures par jour avec son mari Chris Hemsworth, qui participe également à la production.
Le tournage débute le 29 mars 2021. Il a lieu en Nouvelle-Galles du Sud, en Australie, pendant 33 jours, notamment dans les ABC Studios à Sydney.

## Accueil
Alors qu'une sortie dans les salles australiennes étaient un temps évoquée en 2021, Interceptor est projeté le 26 mai 2022 et diffusé à travers le monde sur Netflix, le 3 juin 2022.